# 19029 Briede
19029 Briede (2000 SR205) là một tiểu hành tinh vành đai chính được phát hiện ngày 24 tháng 9 năm 2000 bởi nhóm nghiên cứu tiểu hành tinh gần Trái Đất phòng thí nghiệm Lincoln ở Socorro.